# Stazione di Capodacqua-Pieve Fanonica
Stazione di Capodacqua-Pieve Fanonica vasútállomás Olaszországban, Umbria régióban, Foligno településen.

## Vasútvonalak
Az állomást az alábbi vasútvonalak érintik:
- Ancona–Orte -vasútvonal

## Kapcsolódó állomások
A vasútállomáshoz az alábbi állomások vannak a legközelebb: 
- Stazione di Scanzano-Belfiore
- Stazione di Valtopina